# بییانوئبا د بگاس
بییانوئبا د بگاس (به اسپانیایی: Villanueva de Bogas) یک شهرستان در اسپانیا است که در استان تولدو واقع شده‌است.

## خصوصیات
بییانوئبا د بگاس ۵۷ کیلومترمربع مساحت و ۸۰۵ نفر جمعیت دارد و ۶۵۲ متر بالاتر از سطح دریا واقع شده‌است.